# 古着
古着（ふるぎ、こぎ）とは、過去に着用されたことのある衣服。個々の衣類を指すほか、服飾品が回収され、古着業者により分別や選別がなされて製品化され、再び市場に出回る物の総称としても使われる。古手とも。

## 概要
衣服の再利用は古くからあった。繊維製品が貴重な時代には、衣服は最終的には布に還元され、古布として再び衣服や他の布製品に加工して再利用された。ぼろ布や「つぎ」「はぎ」などが為された物を含めた古着が、後に民俗学や美術面で価値が認められて収集対象となったこともある（アミューズミュージアムなど）。
日本では近世に古着問屋が発達。着物から洋服へと服飾文化が大きく変わった現代でもそのマーケットは大きく、世界中からバイヤーを通じて様々な古着が輸入、または輸出されている。主な輸入元はアメリカ合衆国である。
アメリカでは19世紀末以来、救世軍などの慈善団体が寄付された古着を分配したり、販売してその利益を活動資金に充当したりしている。
第二次世界大戦後の日本では、物資の欠乏が著しい状態となったため、アメリカから大量の古着が1950年だけでも約80万点を輸入された。古着輸入の窓口は通商産業省が行い、品薄感を緩和させるために衣料業者を通じて放出されたが、放出された古着の引き合いは強く、価格も放出価格の2倍以上に上昇。価格上昇へのけん制を図るため、京浜デパートを通じて原価で市販も行われた。
代表的な古着にはジーンズが挙げられる。古着のジーンズは価格帯が非常に広く、安いものは百円単位から、ヴィンテージと呼ばれる高額品では100万円以上となる。色落ち・くたびれ具合、ステッチの形など、様々な要素によって価格が変化し、貴重な物であればあるほど高い値が付く。
近年では革製品の古着や、元々ブランド品であった物の古着などがよく出回っており、新品の市場価格の1割～3割程度で購入できる。また、中にはアウトレット品やデッドストックといった新古品を多く扱っている古着商も見受けられる。しかし、衛生的な問題から西アフリカのガーナなど、古着の販売を禁止する国もある。
多くの古着は輸出され、寄付だけでなく転売という形を通してアジアやアフリカ(の低所得国に流れている。ここには送られた古着が現地のニーズに合わなかったり、供給側の利益ばかりが追い求められている問題がある。さらに高所得国での衣類の大量生産・大量消費のサイクルは古着産業としての問題にとどまらず、環境問題にも繋がっている。
ジーンズに限らず、スウェットなど、古着に魅力を感じる人間は多い。一方で一頃のブームも落ち着き、市場規模は比較的安定していると言われる。
しかし、ファストファッションと呼ばれる低価格衣料チェーン店が台頭して以来、古着は世界的に供給過剰となる傾向にある。
2016年時点で、世界の古着輸出は437万トン、約4000億円の規模がある（国際連合の統計）。ヴィンテージでなく安価な日用品としては、欧米諸国や日本などから輸出され、パキスタンのほか、ケニアなどアフリカ諸国が多く輸入している。仕分け地としてはアラブ首長国連邦（UAE）などが知られる。タイ王国をはじめとする東南アジア諸国のように、経済発展に伴いヴィンテージ古着の購入者が増える国もある。
女性による古着ファッションも市場に定着しつつある。
着られない服はウエスなどに利用される。

## 日本における主な古着のマーケット

### 東京都内
- 高円寺
- 下北沢
- 原宿
- 中目黒
- 町田
- 渋谷周辺

など。

### 東京以外
- 神奈川県 - 横浜駅周辺
- 大阪府-アメリカ村
- 兵庫県-元町
- 愛知県-大須
- 福岡県-大名 (福岡市)